# 索立波
索立波（1906年—1972年），中国人民解放军将领、中国人民解放军开国少将。
曾任中国人民解放军第67军副军长。1955年，授予中国人民解放军少将。